# Ромуальдас Ґранаускас
Ромуальдас Ґранаускас (лит. Romualdas Granauskas; 18 квітня 1939, Мажейкяй — 28 жовтня 2014, Вільнюс) — литовський прозаїк, есеїст, драматург, сценарист. Перекладав твори естонської літератури. 

## Біографія
У 1957 закінчив школу трудової молоді в Сяді. Навчався у військово-морському училищі Клайпеди, Каунаському політехнічному інституті, який не закінчив.
У 1968-1970 працював в редакціях газети «Наше слово» (лит. Mūsų žodis) і журналу «Нямунас» (лит. Nemunas). Крім того, працював будівельником, слюсарем, радіокорреспондентом, учителем в школі (Моседіс).
З 1972 присвятив себе творчості. З 1973 член Союзу письменників Литви.
Похований на цвинтарі Антакалніо (Вільнюс).

## Сім'я
- Батько — Ігнас Ґранаускас (1909-?) — лісник;
- Мати — Розалія Іванаускайте (1916-?) — з села Найкяй;
- Дружина — Альма Скруйбіте;
- Діти — Гінтар, Інга.

## Творчість
Написав понад 20 творів. Перші публікації відбулися в 1954 в збірнику лит. «Medžių viršūnės». Перша книга вийшла в 1969. Велику популярність принесла письменникові повість «Життя під кленом», яка в 1988 була екранізована. У 2009 був знятий фільм і за романом «Вир» (лит. «Duburys»).

### Сценарії
| Рік  |   | Українська назва         | Оригінальна назва           | Роль      |
| ---- | - | ------------------------ | --------------------------- | --------- |
| 1976 | ф | Втрачений дах            | лит. Sodybų tuštėjimo metas | сценарист |
| 1981 | ф | Літо закінчується восени | лит. Vasara baigiasi rudenį | сценарист |
| 1983 | ф | Уроки ненависті          | лит. Neapykantos pamokos    | сценарист |

українською в перекладі Надії Непорожньої оповідання Ромуальдаса Ґранаускаса «Полуденний дзвін коси» ввійшло до антології «Литовське радянське оповідання» (К.: «Дніпро», 1981. — С. 213-220; серія «Радянські оповідання»).

## Нагороди та визнання
- Літературна премія імені Ю. Паукштеліса (1987) — за «Життя під кленом»
- Літературна премія імені А. Вайчулайтіса (1995) — за роман «Метелик на губах» (лит. Su peteliške ant lūpų)
- Премія Спілки письменників Литви (1999) — за книгу «Gyvulėlių dainavimas»
- Офіцерський хрест Ордена Великого князя Литовського Гедиміна (1999)
- Національна премія Литви в галузі культури та мистецтва (2000)
- Премія імені Г. Петкевічайте-Біті (2004) — за роман «Вир»
- Літературна премія імені Л. Довіденаса (2008) — за роман «Туман над долинами»
- Премія Литовської асоціації художників (2013) — за книги «Якщо вам більше не потрібно» (лит. Kai reikės nebebūti) і лит. «Išvarytieji».